# Le Cri de la soie
Pour plus de détails, voir Fiche technique et Distribution.
Le Cri de la soie est un drame français, réalisé par Yvon Marciano et sorti le 28 août 1996.
Premier long métrage du réalisateur, le film s'inspire de la vie et de l'œuvre de Gaëtan Gatian de Clérambault, psychiatre, ethnographe et photographe du début du XXe siècle, et aborde le sujet du fétichisme considéré comme une perversion dans la société française de la fin de la Belle Époque. Il s'intéressait beaucoup aux draperies et enseignait le drapé à l'École nationale supérieure des beaux-arts de Paris. Il était également passionné de photographie. On conserve de lui une grande quantité de photos qu'il avait prises au Maroc entre les années 1917 et 1920, et dont certaines se trouvent au Musée de l'Homme.

## Synopsis
Début 1914, une jeune femme, Marie Benjamin (Marie Trintignant), dérobe un coupon de soie rouge dans un grand magasin parisien. Elle est retrouvée étendue, évanouie, serrant contre elle l'étoffe avec laquelle elle s'est caressée. Interpellée et conduite à la Conciergerie, elle est reçue par un médecin de l'Infirmerie de la Préfecture de Police, psychiatre et esthète, Gabriel de Villemer (Sergio Castellitto).
Au cours de l'entretien, celui-ci découvre l'étrange passion érotique de cette couturière irrésistiblement attirée par le contact sensuel de la soie et qui n'a pas besoin des hommes pour obtenir son plaisir. Troublé - lui-même est sensible aux étoffes - il va rapidement être captivé par Marie tandis qu'elle, analphabète, est fascinée par les notes manuscrites du médecin.
Une relation ambigüe se tisse entre Marie et Gabriel secrètement liés par une passion commune même si tout les sépare : le milieu, la culture, les vols répétés de Marie et ses comportements obscènes en public qui la conduisent en prison, puis la guerre qui envoie Gabriel au Maroc. Tandis que Marie s'applique à apprendre à lire et écrire en prison pour suivre une correspondance avec Gabriel, celui-ci est de plus en plus obsédé par le plissé des étoffes dans les vêtements arabes et en accumule des clichés photographiques.

De retour du Maroc, alors qu'il commence à perdre la vue, il retrouve Marie, donne des cours sur le drapé à l'École des beaux-arts et entame la rédaction du "cri de la soie", une thèse portant sur ce fétichisme particulier.

## Fiche technique
- Titre original : Le Cri de la soie
- Réalisation : Yvon Marciano
- Assistant réalisateur : Gilles Bannier
- Scénario : Yvon Marciano avec la collaboration de Jean-François Goyet
- Production : Sylvain Bursztejn,
- Sociétés de production : Compagnie Méditerranéenne de Cinéma (CMC), Ingrid Productions, La Sept Cinéma, Les Films du Scarabée, Mimosa Productions, Radio Télévision Suisse Romande (RTSR), T&C Films
- Distributeur d'origine : Pierre Grise Distribution
- Musique : Alexandre Desplat
- Photographie : William Lubtchansky
- Son : Laurent Barbey, Pierre Choukroun, Gérard Rousseau
- Montage : Catherine Quesemand
- Décors : Katia Wyszkop
- Costumes : Claire Risterucci
- Pays :  France /  Suisse /  Belgique
- Genre : drame
- Durée : 110 minutes
- Format : couleur
- Date de sortie : 
  -  France : 28 août 1996

## Distribution
- Sergio Castellitto : Gabriel de Villemer
- Marie Trintignant : Marie Benjamin
- Anémone : Cécile
- Adriana Asti : Madame de Villemer
- Alexandra London : Aude
- Anne Alvaro : Rosemonde Burel
- Marc Barbé : l'interne sténotypiste
- Camille Japy : le modèle
- Didier Sauvegrain
- Anne Jacquemin : la vendeuse de foulards
- Jean-Luc Revol : l'infirmier de l'asile

## Distinctions
- 1991 : Grand Prix du Meilleur Scénariste.
- 1994 : Prix du Meilleur Premier Script Européen - Angers.
- 1997 : nommé pour le César de la meilleure actrice, Marie Trintignant.

## Anecdote
Les séquences du film censées se passer dans un grand magasin ont en fait été tournées en week-end dans les locaux du siège central du Crédit lyonnais quelques semaines avant l'incendie du 5 mai 1996 qui l'a presque complètement détruit[réf. souhaitée].

## Édition DVD
Le Cri de la soie a été édité en DVD par One plus One en 2004.
Les suppléments comportent :
- des commentaires du réalisateur Yvon Marciano, de la psychanalyste Olvia Todesco et de la journaliste Charlotte Lipinska.
- deux courts métrages d'Yvon Marciano : Émilie Muller (Grand Prix du Film Court Européen de Brest en 1993) et La part d'ombre (Grand Prix du court métrage de Paris en 2000).

### Presse
- Les cahiers du cinéma, n° 494, septembre 1995.
- Les cahiers du cinéma, n° 505, septembre 1996.
- Jeune Cinéma, n° 239, septembre 1996.
- Positif, n° 425-426, juillet 1996.
- Studio, n° 114, septembre 1996.